# Tithi (Beyblade)
Tithi er en figur fra tv-serien Beyblade: Metal Fury. Han har lilla hår og er meget sky, men er meget entusiastisk når han spilles Beyblade. Han har Death Quetzalcoatl som hans Beyblade.